# Classe Fargo
La classe Fargo est une classe de croiseurs légers conçus pour l'United States Navy, dérivée de la classe Cleveland.
Seuls deux navires sur treize auront été construits, l'USS Fargo (CL-106) et l'USS Huntington (CL-107). La construction des onze autres a été annulée, pour quatre d'entre eux en octobre 1944, et pour les autres en août 1945 à la suite de la capitulation du Japon.

## Liste des navires de la classe
| Nom         | Numéro de coque | Chantier                                              | Commissionné le Retiré le              |
| ----------- | --------------- | ----------------------------------------------------- | -------------------------------------- |
| Fargo       | CL-106          | New York Shipbuilding Corporation, Camden, New Jersey | 9 décembre 1945 - 14 février 1950      |
| Huntington  | CL-107          | New York Shipbuilding Corporation, Camden, New Jersey | 23 février 1946 - 15 juin 1949         |
| Newark      | CL-108          | New York Shipbuilding Corporation, Camden, New Jersey | Construction annulée le 12 août 1945   |
| New Haven   | CL-109          | New York Shipbuilding Corporation, Camden, New Jersey | Construction annulée le 12 août 1945   |
| Buffalo     | CL-110          | New York Shipbuilding Corporation, Camden, New Jersey | Construction annulée le 12 août 1945   |
| Wilmington  | CL-111          | William Cramp & Sons Shipbuilding Company             | Construction annulée le 12 août 1945   |
| Vallejo     | CL-112          | New York Shipbuilding Corporation, Camden, New Jersey | Construction annulée le 5 octobre 1944 |
| Helena      | CL-113          | New York Shipbuilding Corporation, Camden, New Jersey | Construction annulée le 5 octobre 1944 |
| Roanoke     | CL-114          | New York Shipbuilding Corporation, Camden, New Jersey | Construction annulée le 5 octobre 1944 |
| non nommé   | CL-115          | New York Shipbuilding Corporation, Camden, New Jersey | Construction annulée le 5 octobre 1944 |
| Tallahassee | CL-116          | Newport News Shipbuilding and Drydock Company         | Construction annulée le 12 août 1945   |
| Cheyenne    | CL-117          | Newport News Shipbuilding and Drydock Company         | Construction annulée le 12 août 1945   |
| Chattanooga | CL-118          | Newport News Shipbuilding and Drydock Company         | Construction annulée le 12 août 1945   |